# Das Haus an der Friedhofsmauer
Das Haus an der Friedhofsmauer (Originaltitel: Quella villa accanto al cimitero) ist ein Horrorfilm des italienischen Regisseurs Lucio Fulci aus dem Jahr 1981. Der Grundaufbau des Filmes erinnert an Werke wie Shining oder The Amityville Horror.

## Handlung
Dr. Norman Boyle zieht mit seiner Familie auf das Anwesen des Professors Freudstein, ein altes Haus neben einem Friedhof. Boyle will dort die Forschungen seines Kollegen Dr. Peterson weiterführen, der seine Geliebte und anschließend sich selbst ermordete, und herausfinden, was den sonst friedlichen und lebenslustigen Mann zu dieser Tat getrieben haben könnte. Sein Sohn Bob freundet sich mit einem Mädchen namens Mae an, das außer ihm niemand sehen kann und das ihn immer wieder warnt, das Haus zu betreten.
Schon bald merkt die Familie, dass es in dem Anwesen nicht mit rechten Dingen zugeht. Ursprung der unerklärlichen Ereignisse scheint der Keller zu sein, welcher jedoch verschlossen ist und erst aufgebrochen werden muss.
Boyle beschäftigt sich mehr mit Freudsteins Forschungsergebnissen, welche auch schon Peterson untersuchte, und findet so heraus, dass Freudstein nicht gestorben ist, sondern immer noch unten im Keller lebt. Um jedoch überleben zu können, muss er sich immer wieder frische Körperteile implantieren, wobei seine Opfer zu diesem Zweck immer jünger werden müssen.
Als Boyle nach Hause kommt, ist sein Sohn im Keller eingesperrt. Als er mit seiner Frau schließlich die Tür aufbricht, kommt es im Keller zum Showdown, wobei beide jedoch von Freudstein getötet werden. Bob kann schließlich durch einen Spalt in Freudsteins Grabstein aus dem Keller entkommen.
Draußen steht Mae und es erscheint eine ältere Dame, die zu Mae sagt, dass sie nun gehen können, da Bob bei ihnen ist. Die alte Frau geht mit ihnen weg und der Film endet schließlich mit einem Henry James zugeschriebenen Zitat („Niemand wird je wissen, ob Kinder Monster sind, oder Monster Kinder“).

## Sonstiges
Am 20. Juli 2012 um 23:59 feierte die seltene 35-mm-Uncut-Fassung von Das Haus an der Friedhofsmauer im Rahmen der Midnight Movies im Elinor Bunin Munroe Film Center (Francesca Beale Theater) in New York ihre Weltpremiere.
Der Film wurde im Juni 1983 indiziert und im September 2014 vom Index gestrichen. Eine Neuprüfung der FSK ergab ungekürzt die Altersfreigabe „Keine Jugendfreigabe“.
Die Handlung des Films wurde 2017 von deutschen Dark-Metal-Gruppe Eisregen auf deren Album Fleischfilm im Lied Nahe der Friedhofsmauer verarbeitet.

## Kritiken
„Minderwertiger Horrorfilm mit blutigen Schockeffekten.“

„Lucio Fulcis ‚Das Haus an der Friedhofsmauer‘ ist die perfekte Synthese aus Bild, Klang und Atmosphäre zu einem meisterlichen Horrorfilm.“